# Der Drache vom Lindenberg

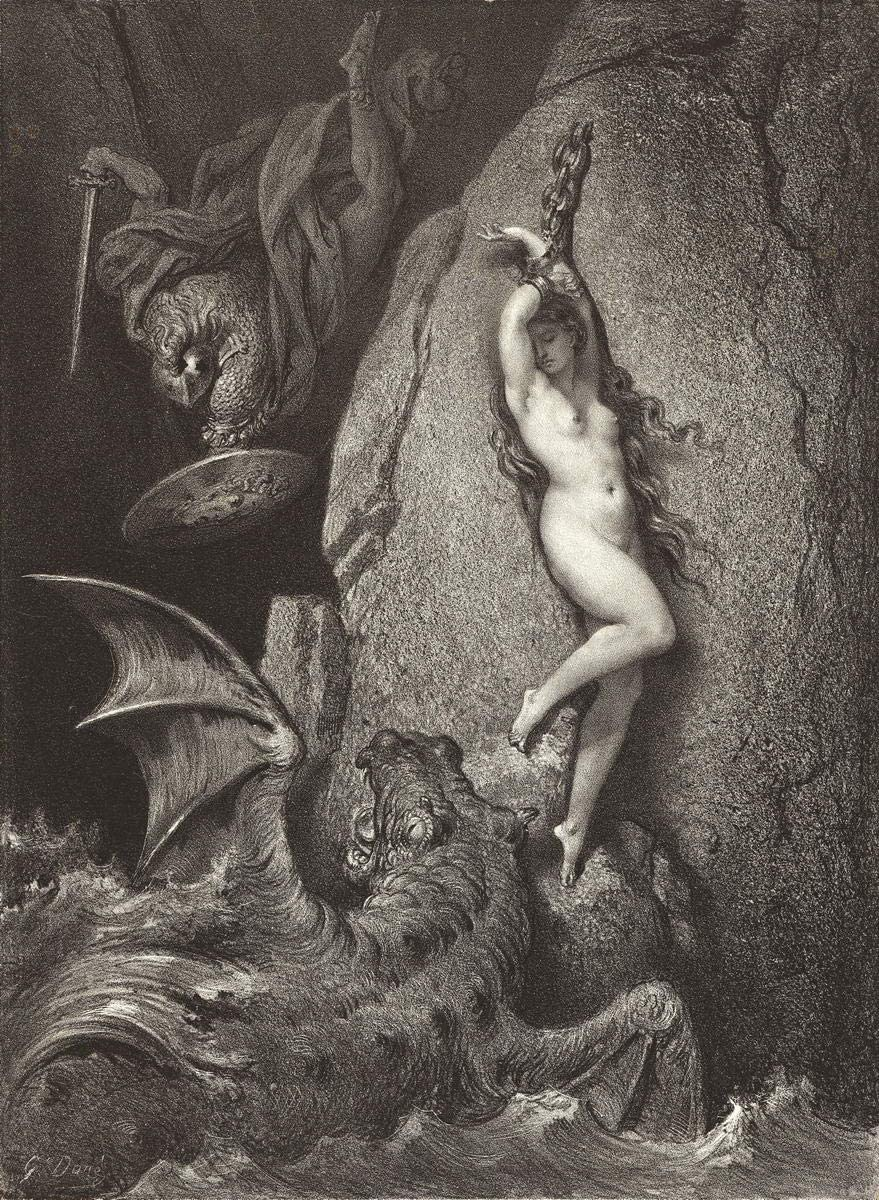
Als der Drache die Jungfrau fressen will, greift der Jüngling ein (Symbolbild); dargestellt wird das äquivalente Motiv der Opferung der Andromeda von Gustav Doré.

Der Drache vom Lindenberg ist eine Sage aus dem Egerland im Westen Tschechiens. In der Geschichte soll eine Jungfrau einem Drachen geopfert werden, wobei ein junger Bursche aus der Situation Gewinn ziehen möchte. Die Geschichte weist Parallelen zur Opferung der Andromeda auf.

## Handlung
Auf dem Lindenberg, unweit des Tillen im Oberpfälzer Wald lebte einst ein entsetzlicher Drache in einer Höhle, der in der Umgebung Menschen und Vieh fraß. Ein Bußprediger verkündete den sündigen Tillenstädtern die Gefahr des Drachen, den der Himmel zur Strafe für ihre Sünden geschickt habe. Daraufhin diskutierte der Stadtrat, dem Drachen freiwillig jede Woche eine Jungfrau zu opfern, um ihn zu besänftigen. Die Entscheidung sorgte für Entsetzen und die jungen Tillenstädter griffen zu den Waffen, um das Untier zu töten. Als einer nach dem anderen vom Drachen getötet wurde, verboten die Ratsherren den Kampf mit ihm und beschlossen jede Woche eine Jungfrau nun zu opfern, wobei sie nach dem Losverfahren wählten. Als erstes traf es die Tochter des Bürgermeisters.
Auf dem Weg zum Lindenberg begegnete dem Menschenzug, der das Mädchen zur Opferstätte brachte, ein Jüngling. Als dieser das Mädchen erblickte und den Grund für den Zug erfuhr, erklärte er sich bereit den Drachen zu töten – aber nur, wenn er dafür das Mädchen zur Braut bekomme. Als die Leute zustimmten, suchte er den Drachen auf und besiegte ihn mit wenigen Schwerthieben. Unter großem Jubel wurde der Drachentöter nach Tillenstadt gebracht, wo er und das Mädchen Hochzeit feierten.

## Ähnliche Geschichten
Das Motiv der Rettung einer jungen Frau vor einem Ungeheuer durch einen Helden gehört zu den ältesten Erzählmotiven.
Eine der bekanntesten ähnlichen Geschichten ist die griechische Perseus-Sage, in der der junge Perseus mit ansieht, wie die Jungfrau Andromeda für die Sünden ihres Volkes bzw. einem Ungeheuer geopfert werden soll. Ähnlich wie in der Geschichte des Drachen vom Lindenberg, macht auch hier der Jüngling in Gestalt von Perseus zur Bedingung für die Rettung des Mädchens, dass er sie als Braut mit sich nehmen darf, was deren Eltern billigen. Nach Euripides fragt Perseus Andromeda, welchen Dank er zu erwarten hat, wenn er sie befreit, woraufhin sie antwortet: "Nimm mich mit, Fremder, als Dienerin, wenn du willst, oder Gattin oder Sklavin." Nachdem Perseus die Bestie getötet hat, heiratet er Andromeda.

## Rezeption

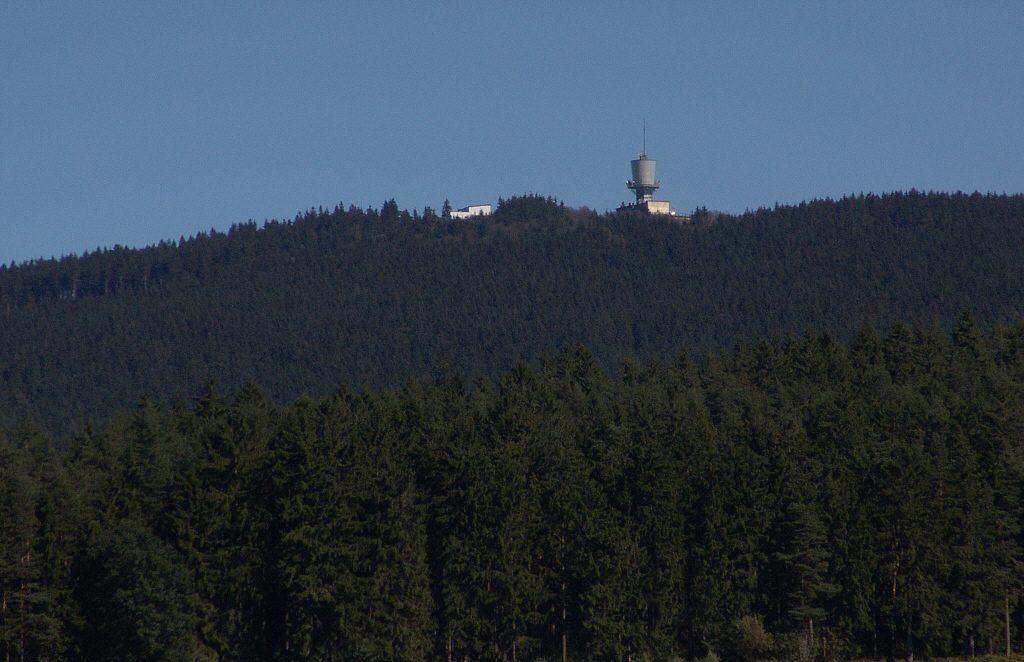
Der Gipfel des Tillenbergs, von deutscher Seite aus gesehen.

Die Sage findet sich in mehreren Werken zur sudetendeutschen / west-tschechischen Sagenwelt. Hans Sommert führt sie in Tillenwunder (1924) an, Thilde Hopper-Hoyer in ihrer Sagensammlung Egerländer Sagenkranz, die sie 1958 veröffentlichte als Erinnerung an ihre verlorene Heimat des Egerlandes; aus der sie 1945/1946 vertrieben worden war.